# Рябов, Сергей Дмитриевич
Сергей Дмитриевич Рябов (род. 7 ноября 1993, Бурятия, Россия) — российский военнослужащий подразделения специального назначения Воздушно-десантных войск, старший сержант. Герой Российской Федерации (2023).

## Биография
Родился 7 ноября 1993 года в Республике Бурятия. После окончания средней школы № 5 в городе Колпашево Томской области, окончил Томский государственный университет систем управления и радиоэлектроники.
В 2015 году принимал участие в военной операции России в Сирии на территории Сирийской Арабской Республики. С 2022 года участвовал в российском вторжении на Украину. За всю воинскую службу был неоднократно ранен.

## Звания и награды
- Герой Российской Федерации (Указом Президента Российской Федерации «закрытым» в 2023 году за мужество и героизм, проявленные при исполнении воинского долга, гвардии старшему сержанту Рябову Сергею Дмитриевичу присвоено звание Героя Российской Федерации с вручение знака особого отличия — Золотая Звезда)[2][1].
- Орден Мужества (2022).